# Незабудька дрібноцвіта
Myosotis stricta (Незабудка дрібноцвіта) — вид трав'янистих рослин родини шорстколисті (Boraginaceae). Етимологія: лат. stricta — «стягнутий, жорсткий».

## Морфологічна характеристика
Однорічна трав'яниста рослина заввишки від 5 до 25 см; утворює прикореневу розетку. Стебло зазвичай жорстко вертикальне і трохи волохате. Нижні листки мають короткі черешки, а верхні — сидячі. Листки довгасті, тупі. Волоски на жилках нижньої поверхні листка мають вигнутий кінчик-гачок. Квітки блідо-блакитні. Віночок має діаметр приблизно від 1.5 до 2 мм.

## Поширення
Від Європи до Ірана й Північно-Західної Африки.

## Екологічна приуроченість
Зростає на піщаних та кам'янистих, бідних поживними речовинами ділянках.

## Галерея

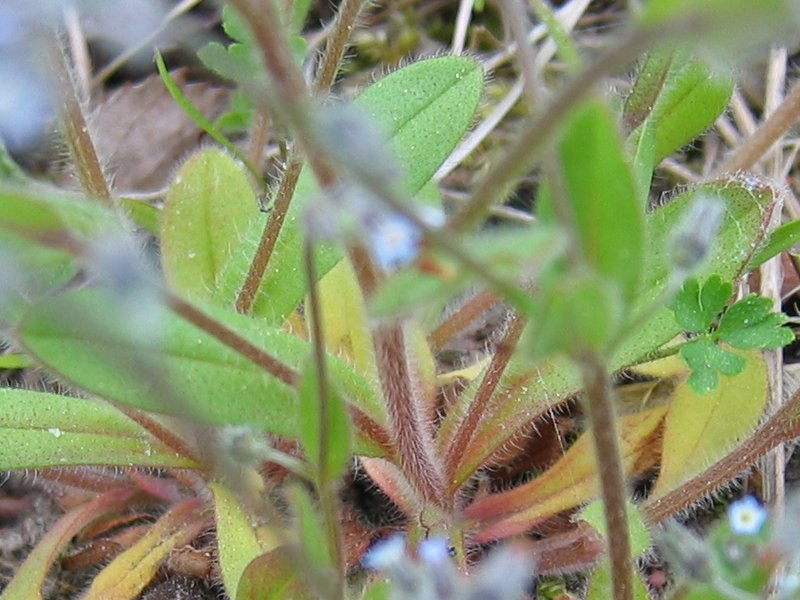
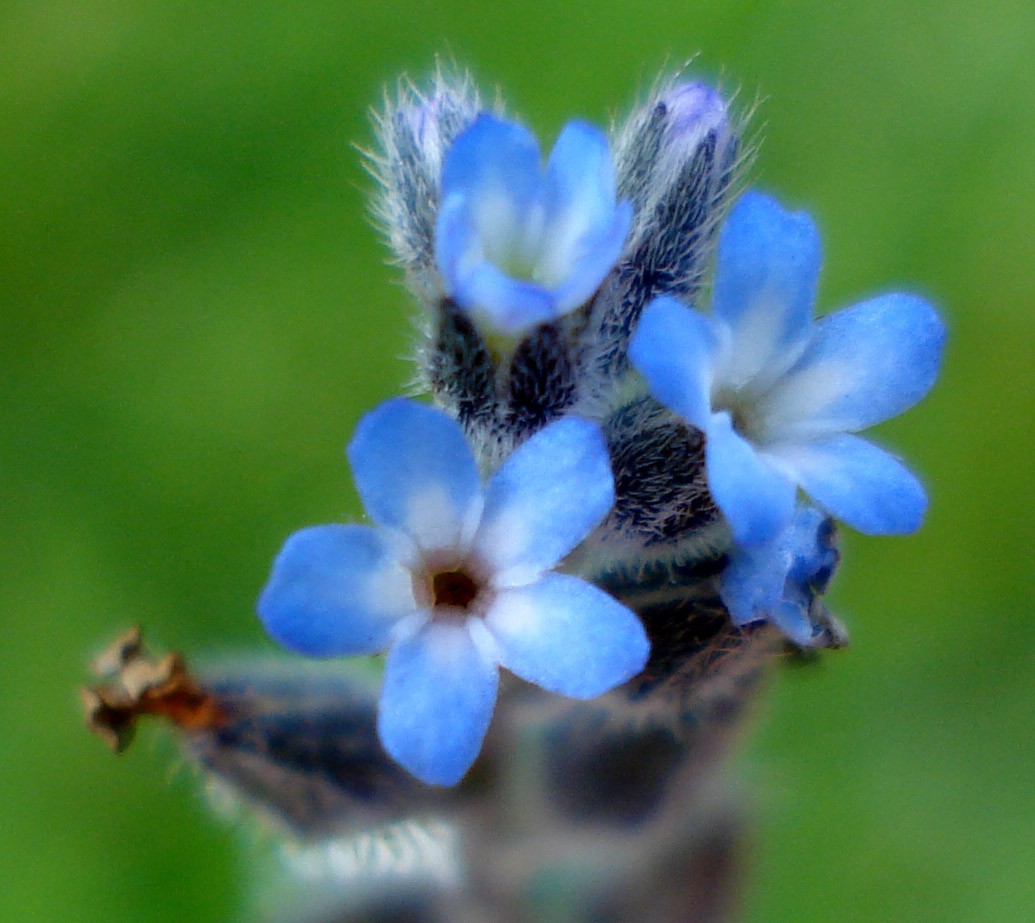
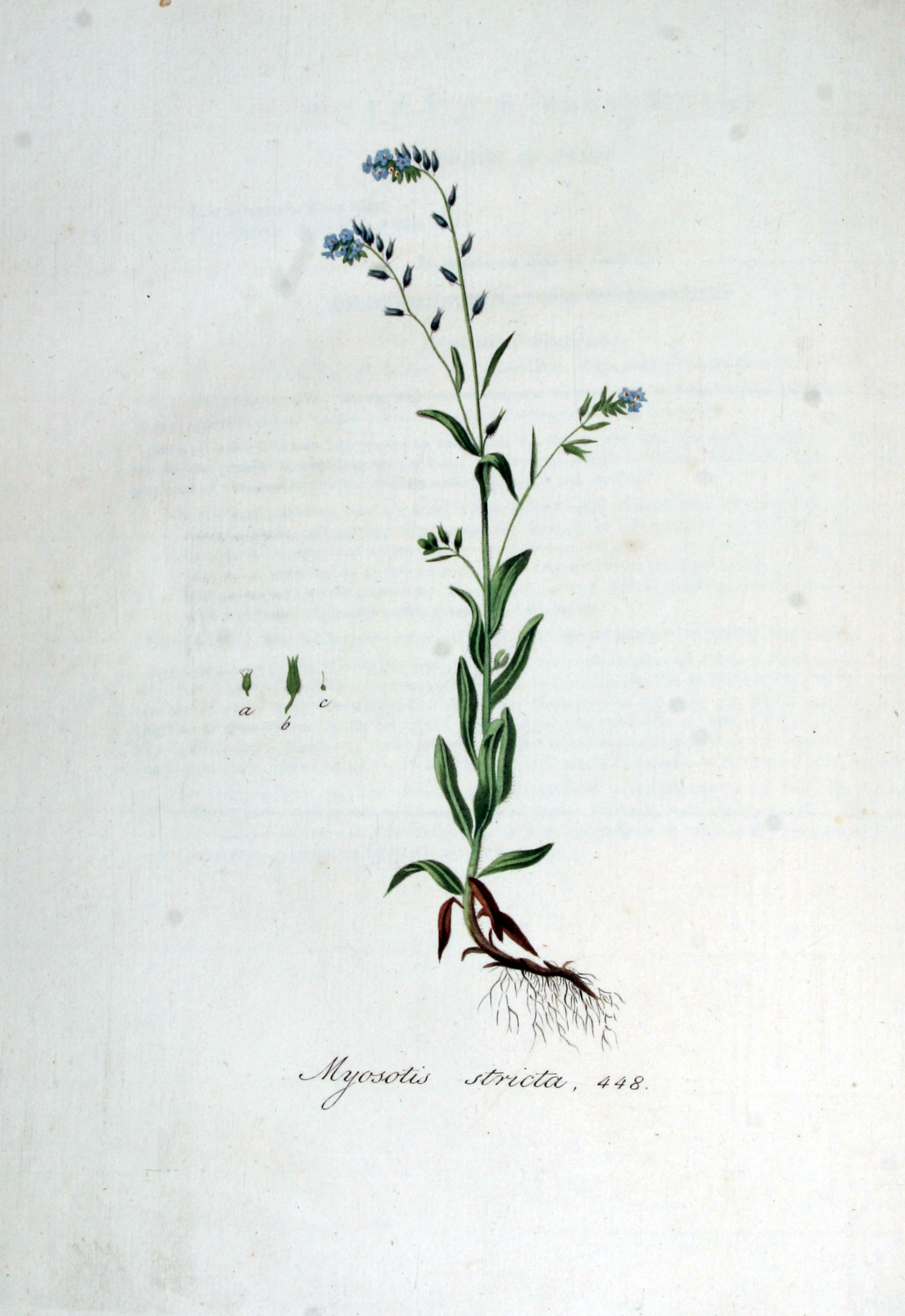